# Mathias Johansson
Mathias Johansson (* 22. Februar 1974 in Oskarshamn) ist ein ehemaliger schwedischer Eishockeyspieler, der in seiner aktiven Zeit von 1990 bis 2010 unter anderem für die Calgary Flames und Pittsburgh Penguins in der National Hockey League gespielt hat. 

## Karriere
Mathias Johansson begann seine Karriere als Eishockeyspieler bei Färjestad BK, für dessen Profimannschaft er in der Saison 1990/91 sein Debüt in der Elitserien gab, wobei er in drei Spielen punkt- und straflos blieb. Bis 2002 lief der Angreifer in insgesamt elf aufeinander folgenden Jahren für den schwedischen Erstligisten auf, mit dem er 1997 und 1998 zweimal in Folge die Schwedische Meisterschaft gewinnen konnte. Zudem scheiterte er in der Saison 2000/01 mit seinem Team in den Finalspielen an Djurgårdens IF. Im Sommer 2002 wurde der Linksschütze von den Calgary Flames aus der National Hockey League verpflichtet, die ihn bereits im NHL Entry Draft 1992 in der dritten Runde als insgesamt 54. Spieler ausgewählt, jedoch anschließend nicht unter Vertrag genommen hatten. Diese verließ er noch im Laufe seines Rookiejahres in der NHL, nachdem die Kanadier ihn am 11. März 2003 zusammen mit Micki DuPont im Tausch für Shean Donovan an ihren Ligarivalen Pittsburgh Penguins abgegeben hatten.
Nachdem Johansson bis zum Ende der Saison 2002/03 in zwölf Spielen für Pittsburgh ein Tor erzielte und fünf Vorlagen gab, kehrte er als Free Agent zu seinem Ex-Club Färjestad BK zurück, mit dem er nach zwei Vizemeisterschaften in den Jahren 2004 und 2005 in der Saison 2005/06 zum insgesamt vierten Mal Schwedischer Meister wurde. Zur Saison 2008/09 wechselte der Center zu den Malmö Redhawks in die zweitklassige HockeyAllsvenskan, ehe er sich im Laufe der Spielzeit deren Ligarivalen Leksands IF anschloss, bei dem er bis zum Saisonende spielte. Die Saison 2009/10 begann er beim Skåre BK in der Division 1, der dritten schwedischen Spielklasse und beendete sie beim SV Ritten in der italienischen Serie A1. Anschließend beendete er seine Karriere. Seit der Saison 2011/12 ist er Talentscout bei seinem Stammverein Färjestad BK. 

### International
Für Schweden nahm Johansson im Juniorenbereich an den U18-Junioren-Europameisterschaften 1991 und 1992 sowie der U20-Junioren-Weltmeisterschaft 1994 teil. Im Seniorenbereich stand er im Aufgebot seines Landes bei den Weltmeisterschaften 2001, 2002, 2003 und 2006 teil. Des Weiteren stand er im Aufgebot Schwedens bei den Olympischen Winterspielen 2002 in Salt Lake City.

## Erfolge und Auszeichnungen
| - 1997 Schwedischer Meister mit Färjestad BK - 1998 Schwedischer Meister mit Färjestad BK - 2001 Schwedischer Vizemeister mit Färjestad BK - 2002 Schwedischer Meister mit Färjestad BK | - 2004 Schwedischer Vizemeister mit Färjestad BK - 2005 Schwedischer Vizemeister mit Färjestad BK - 2006 Schwedischer Meister mit Färjestad BK |

### International
| - 1994 Silbermedaille bei der U20-Junioren-Weltmeisterschaft - 2001 Bronzemedaille bei der Weltmeisterschaft - 2002 Bronzemedaille bei der Weltmeisterschaft | - 2003 Silbermedaille bei der Weltmeisterschaft - 2006 Goldmedaille bei der Weltmeisterschaft |